# Michael Gogl
Michael Gogl (4 de novembro de 1993) é um ciclista profissional austriaco que atualmente corre para a equipa NTT Pro Cycling.

## Palmarés
- 2014
  - 1 etapa do Grande Prêmio de Sochi

- 2015
- GP Laguna

- 2016
  - 3.º no Campeonato da Áustria em Estrada

- 2017
  - 3.º no Campeonato da Áustria em Estrada

- 2019
  - 2.º no Campeonato da Áustria em Estrada

## Resultados nas Grandes Voltas e Campeonatos do Mundo
| Carreira           | 2012 | 2013 | 2014 | 2015 | 2016 | 2017  | 2018  | 2019 |
| ------------------ | ---- | ---- | ---- | ---- | ---- | ----- | ----- | ---- |
| Giro d'Italia      | -    | -    | -    | -    | -    | -     | -     | 97.º |
| Tour de France     | -    | -    | -    | -    | -    | 146.º | 113.º | -    |
| Volta a Espanha    | -    | -    | -    | -    | 68.º | -     | -     | -    |
| Mundial em Estrada | -    | -    | -    | -    | -    | -     | 45.º  | Ab.  |

-: não participa

Ab.: abandono